# نيو فوريست الشرقية (دائرة انتخابية في المملكة المتحدة)
نيو فوريست الشرقية (بالإنجليزية: New Forest East)‏ هي إحدى الدوائر الانتخابية في المملكة المتحدة الممثلة في مجلس العموم في برلمان المملكة المتحدة.
عضو البرلمان الذي يمثلها حالياً هو :Dr Julian Lewis (Con).